# Hrabstwo Lipscomb

Piramida wieku hrabstwa

Hrabstwo Lipscomb – hrabstwo w USA, w stanie Teksas, w północno–wschodnim narożniku regionu Panhandle, przy granicy ze stanem Oklahoma. Utworzone w 1876 r. Siedzibą hrabstwa jest Lipscomb. Według danych z 2023 liczy 2906 mieszkańców.

## Sąsiednie hrabstwa
- Hrabstwo Beaver, Oklahoma (północ)
- Hrabstwo Ellis, Oklahoma (wschód)
- Hrabstwo Hemphill (południe)
- Hrabstwo Roberts (południowy zachód)
- Hrabstwo Ochiltree (zachód)

## Historia
Hrabstwo Lipscomb zostało nazwane na cześć Abnera Smitha Lipscomba, który był sekretarzem stanu, a także zastępcą sędziego Sądu Najwyższego Teksasu. Hrabstwo Lipscomb zostało zorganizowane w 1887 roku. Obecny gmach sądu został wybudowany w 1916 roku.

## Gospodarka
Gospodarka hrabstwa opiera się na hodowli trzody chlewnej (5. miejsce w stanie – 2022) i bydła (40,7 tys.), a 79% areału gospodarstw pokrywają pastwiska. Uprawy obejmują pszenicę, sorgo, kukurydzę i lucernę. Od 1956 roku, kiedy wywiercono pierwszy szyb naftowy, w hrabstwie rozwinęła się kwitnąca gospodarka naftowo-gazowa. 29% pracowników zatrudnionych jest w usługach zdrowotnych i edukacyjnych. 

## Demografia
Według danych pięcioletnich z 2023 roku, mieszkańcy deklarują głównie pochodzenie meksykańskie (29,4%), niemieckie (13,3%), angielskie (9,2%), irlandzkie (6,4%), gwatemalskie (4,3%), „amerykańskie” (3,9%) i szkockie lub szkocko–irlandzkie (3,5%).

### Miasta
- Darrouzett
- Follett
- Higgins

### CDP
- Lipscomb